# Daley Thompson
Francis Morgan Thompson, detto Daley (Londra, 30 luglio 1958), è un ex multiplista e velocista britannico.
Vinse due medaglie d'oro consecutive ai Giochi olimpici del 1980 e del 1984, e migliorò il record mondiale della specialità per quattro volte.

## Biografia
Ottenne il suo miglior punteggio nella competizione olimpica del 1984, con 8 847 punti, un record che resistette per nove anni. Gareggiò anche per un terzo oro olimpico ai Giochi di Seul nel 1988, ma venne severamente ostacolato da un infortunio e finì solo quarto. Thompson fu il primo atleta a detenere il titolo olimpico, mondiale, europeo e del Commonwealth, nella stessa specialità.
La sua rivalità con l'atleta tedesco Jürgen Hingsen fu leggendaria nello sport per tutti gli anni ottanta. I due continuarono a strapparsi il record mondiale, ma Thompson ebbe sempre la meglio nelle manifestazioni principali, rimanendo imbattuto in tutte le competizioni per nove anni, dal 1979 al 1987.
Thompson era uno showman naturale, che si accattivò le simpatie del pubblico britannico con la sua personalità irriverente, anche se talvolta il suo comportamento recò offesa, non da ultimo quando si rifiutò di fare da portabandiera alla cerimonia di apertura dei Giochi del Commonwealth del 1982, sostenendo che lo sforzo richiesto per partecipare alle quattro ore e mezza della cerimonia avrebbe ridotto le sue possibilità di vittoria. Nonostante ciò, gli venne conferito l'Ordine dell'Impero Britannico nel 1983.
Dopo il ritiro dall'atletica, nel 1992, Thompson è stato associato a diverse squadre di calcio e ha fatto qualche apparizione come presentatore televisivo.

## Record nazionali

### Seniores
- Decathlon: 8 847 p. ( Los Angeles, 9 agosto 1984)

## Palmarès
| Anno                                | Manifestazione          | Sede        | Evento         | Risultato | Prestazione | Note                  |
| ----------------------------------- | ----------------------- | ----------- | -------------- | --------- | ----------- | --------------------- |
| In rappresentanza del Regno Unito   |                         |             |                |           |             |                       |
| 1976                                | Giochi olimpici         | Montréal    | Decathlon      | 18º       | 7 434 p.    |                       |
| 1977                                | Europei juniores        | Donec'k     | Salto in lungo | 5º        | 7,49 m      |                       |
| 1977                                | Europei juniores        | Donec'k     | Decathlon      | Oro       | 7 647 p.    |                       |
| 1977                                | Europei juniores        | Donec'k     | 4×400 m        | Bronzo    | 3'09"50     |                       |
| 1978                                | Europei                 | Praga       | Decathlon      | Argento   | 8 289 p.    |                       |
| 1980                                | Giochi olimpici         | Mosca       | Decathlon      | Oro       | 8 495 p.    |                       |
| 1982                                | Europei                 | Atene       | Decathlon      | Oro       | 8 743 p.    | Record mondiale       |
| 1983                                | Mondiali                | Helsinki    | Decathlon      | Oro       | 8 666 p.    |                       |
| 1984                                | Giochi olimpici         | Los Angeles | Decathlon      | Oro       | 8 798 p.    | Record mondiale       |
| 1984                                | Giochi olimpici         | Los Angeles | 4×100 m        | 7º        | 39"13       |                       |
| 1986                                | Europei                 | Stoccarda   | Decathlon      | Oro       | 8 811 p.    | Record dei campionati |
| 1986                                | Europei                 | Stoccarda   | 4×100 m        | Bronzo    | 38"71       |                       |
| 1987                                | Mondiali                | Roma        | Decathlon      | 9º        | 8 124 p.    |                       |
| 1988                                | Giochi olimpici         | Seul        | Decathlon      | 4º        | 8 306 p.    |                       |
| In rappresentanza dell' Inghilterra |                         |             |                |           |             |                       |
| 1978                                | Giochi del Commonwealth | Edmonton    | Decathlon      | Oro       | 8 467 p.    |                       |
| 1982                                | Giochi del Commonwealth | Brisbane    | Decathlon      | Oro       | 8 410 p.    |                       |
| 1986                                | Giochi del Commonwealth | Edimburgo   | Decathlon      | Oro       | 8 663 p.    | Record dei campionati |
| 1986                                | Giochi del Commonwealth | Edimburgo   | 4×100 m        | Argento   | 39"19       |                       |

## Riconoscimenti
- Sportivo mondiale dell'anno de La Gazzetta dello Sport (1982)

## Opere dedicate
Diversi videogiochi hanno usato con licenza l'immagine di Thompson:
- Daley Thompson's Decathlon (1984) per Amstrad CPC, Commodore 64, ZX Spectrum
- Daley Thompson's Star Events (1985) per Commodore 16
- Daley Thompson's Super Test (1985) per Amstrad CPC, BBC Micro, Commodore 64, ZX Spectrum
- Daley Thompson's Olympic Challenge (1988) per Amiga, Amstrad CPC, Atari ST, Commodore 64, MS-DOS, ZX Spectrum
- Daley Thompson's World Class Decathlon (1996) per Windows

Nel 2024 sono usciti la sua autobiografia Daley - Olympic Superstar (ISBN 978-1-916556-48-5) e un documentario televisivo della BBC su di lui, sempre intitolato Daley - Olympic Superstar.